# Ozarba micropunctata
Ozarba micropunctata là một loài bướm đêm trong họ Noctuidae.